# ミュージシャンズ・インスティチュート
ミュージシャンズ・インスティチュート（英語: Musicians Institute）は、カリフォルニア州ロサンゼルス・ハリウッド地区に本部を置くアメリカ合衆国の音楽大学。1977年創立、1994年大学設置。大学の略称はMI。
ジャズやブルース、ロックなどの現代アメリカ音楽を専門としており、音楽短期大学や専門課程なども併設している。

## 歴史
1977年に前身であるギタースクール「ギター・インスティチュート・オブ・テクノロジー（Guitar Institute of Technology）」が、ジャズ・ギタリストのハワード・ロバーツとパット・ヒックスにより設立された。規模拡大とともにドラム科（PIT）とベース科（BIT）が創設され、1987年に現在の旧館であるマッカデン・プレイス（McCadden Place）に移転する。その後、1987年にボーカル科（VIT）、1991年にキーボード科（KIT）、1993年にレコーディング科（RIT）と次々に設立され、1994年にアメリカ政府認可校として音楽大学課程を開校。1992年にオーナーのハワード・ロバーツが前立腺癌により死去し、数年間、妻のパティによって一時的に経営されていたが、1994年に共同創業者である学長のパット・ヒックスの引退に伴い、1995年に経営をイーエスピーやシェクターなどを所有する起業家の渋谷尚武に譲渡し、ハワード・ロバーツのアシスタントであったキース・ワイアットが学長に就任となった（同時期に渋谷は近隣の美容専門学校のElegance Internationalや映画学校のTheatre of Arts、テレビ局のユナイテッド・テレビジョン・ブロードキャスティング・システムなどのオーナーにもなっている）。2010年にギターメーカーのポール・リード・スミスによる奨学金制度設立と5万ドルの機材提供を受ける。

## 課程
現在、3年間の音楽大学課程と、1年半間の音楽短期大学課程、1年間の修了課程の3つの課程をベースにさらに在籍したい学生向けに10週間のアンコールプログラムである訓練過程が存在する。音楽大学課程を開設されているのは演奏科と作曲科のみである。
- 音楽大学課程 (Bachelor of Music Degree)
- 音楽短期大学課程 (Associate of Arts Degree)
- 修了課程 (Certificate)
- 訓練過程 (Non-Certificate)

## 学科
各課程を基本に以下の専攻が存在する。また、創設当時のGuitar Institute of Technologyにちなみ、それぞれの科を～Institute of Technologyと称している。

### パフォーマンス
- ギター科 (Guitar Institute of Technology)
- ベース科 (Bass Institute of Technology)
- ドラム科 (Percussion Institute of Technology)
- ヴォーカル科 (Vocal Institute of Technology)
- キーボード科 (Keyboard Institute of Technology)

### エンジニア
- レコーディング科 (Recording Institute of Technology)
- 映像、ミュージックビデオ科 (Film Institute of Technology)
- ミュージックビジネス (Music Business Program)
- インディペンデント・アーティスト (Independent Artist Program)
- ギタークラフト(Guitar Craft Academy)

## 奨学金制度
MIが設立している経済的支援の奨学金の他に、各スポンサーや関連企業による優秀な学生のための奨学金も多く存在する。
主な企業による奨学金
- ESP Guitar Scholarship
- ESP Acoustic Guitar Scholarship
- Schecter Synyster Gates Guitar Scholarship
- Schecter Jerry Horton Guitar Scholarship
- Seymour Duncan Scholarship
- PRS Guitar Scholarship
- D'Addario Guitar Scholarship
- Evans Drum Scholarship
- Hard Rock Cafe/Hollywood High Scholarship
- Daisy Rock Bangles/Vicki Peterson Guitar Scholarship

主なミュージションによる奨学金
- Joe Bonamassa Blues Guitar Scholarship
- Stanley Clarke Scholarship

## 著名な卒業生
- スコット・ヘンダーソン
- ポール・ギルバート
- フランク・ギャンバレ
- ジェフ・バックリィ
- ジェニファー・バトゥン
- ブライス・ソダーバーグ (ライフハウスのベーシスト)
- チャド・スミス (レッド・ホット・チリ・ペッパーズのドラマー)
- ジョン・フルシアンテ (レッド・ホット・チリ・ペッパーズのギタリスト)
- シニスター・ゲイツ (アヴェンジド・セヴンフォールドのギタリスト)
- クリスティアン・ニーマン (セリオンのギタリスト)
- ホアン・アルデレッテ (マーズ・ヴォルタ、レーサーXのベーシスト)
- デイヴ・ウェイナー (スティーヴ・ヴァイのサポートギタリスト)
- レイ・ルジアー (コーンのドラマー)
- ヨアキム・カンス (ハンマーフォール)[2]
- アレン・ハインズ
- ジャスティン・デリコ (P!NKのギタリスト)
- ピーター・ソーン (ダニエル・パウター、ファイブ・フォー・ファイティング、アリシア・キーズなどのサポートギタリスト)
- ジーン・ベイカー (元ギブソン・カスタム・ショップ、元フェンダー・カスタム・ショップのシニア・マスタービルダー、b3 Guitars代表)
- トミー・ロザモンド (USA Custom Guitarsの社長)
- ヘクトール・ヴィラ＝ロボス (ESPアメリカ法人ビルダー、元フェンダー・ビルダー)
- 秋元武 (ジギー・マーリーのギタリスト)
- リチャード・ハレビーク
- イ・ジンジュ (DNCEのギタリスト)
- ジェフ・ヤング (メガデスのギタリスト)
- アレッサンドロ・コルティーニ
- クリストファー・マロニー
- ジミー・ヘリング
- フローレント・アテム
- ヘンリー・マクダニエル
- オスカー・カルタヤ (ジェニファー・ロペス)
- マット・マックジャンキンス (ア・パーフェクト・サークル)
- ジニー・ルーク (ミートローフ)
- シェーン・ガラース
- 萩原健也
- DAIDAI (Paleduskのギタリスト、音楽プロデューサー)

## 姉妹校・関連企業
- Theatre of Arts (映画学校)
- Elegance International (美容学校)
- International Dance Academy
- ユナイテッド・テレビジョン・ブロードキャスティング・システム (テレビ局)
- LAMA College for Music Professionals (音楽学校)
- シェクター
- イーエスピー
- 専門学校ミュージシャンズ・インスティテュート東京